# Trombosis

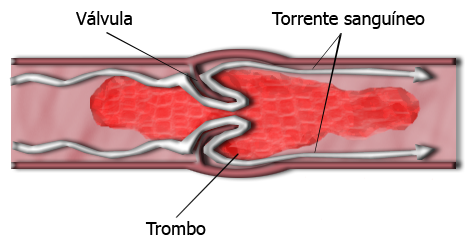
Diagrama de coágulo sanguíneo en la válvula de una vena.

La trombosis (del griego θρόμβωσις thrómbōsis "coagulación”) es la formación de un coágulo en el interior de un vaso sanguíneo y uno de los causantes de un infarto agudo de miocardio. También se denomina así al propio proceso patológico, en el cual un agregado de plaquetas o fibrina obstruye un vaso sanguíneo.

## Etiología
Cuando un vaso sanguíneo se lesiona, el cuerpo utiliza plaquetas (trombos) y fibrina para formar un coágulo de sangre para prevenir la pérdida de sangre. Incluso cuando un vaso sanguíneo no se lesione, los coágulos de sangre se pueden formar en el cuerpo en ciertas condiciones. Un coágulo que se desprende y comienza a viajar por todo el cuerpo se conoce como embolia.
Las causas son:
- alteración en los vasos sanguíneos;
  - arteriosclerosis
  - ruptura traumática
- alteración en los factores de la coagulación;
  - trombina, protrombina
  - disminución de la proteína C, proteína S, llamadas estas últimas trombofilias.

Los mecanismos que favorecen la formación de un trombo, son las alteraciones del flujo sanguíneo y estas alteraciones pueden deberse a reposo excesivo en cama (pacientes postoperados). Además en la intervención quirúrgica ha habido una estimulación de los factores de coagulación por la rotura de vasos, la sutura, una serie de intervenciones que involucran al aparato vascular. No es raro que una persona se opere de una hernia inguinal, y en el momento que se le da de alta y empieza a moverse más de lo que se ha movido en los días anteriores presente una embolia fulminante ocasionándole la muerte.
La tercera causa que influye son los componentes de la sangre. Cuando la sangre es más densa disminuyen los líquidos y aumentan los elementos figurados. O hay una hemoconcentración o una policitemia real. Dentro de este se incluye las trombosis a repetición.
Los sitios de formación de trombo son en el corazón, arterias, venas y capilares, por lo que la trombosis puede formarse en cualquier parte del aparato circulatorio.
Otras patologías que pueden provocar una trombosis son aquellas que presentan flujos en torbellinos, como las estrecheces valvulares. Un ejemplo es la estenosis mitral, en donde el flujo en la aurícula se hace más lento y favorece la trombosis. En la estenosis mitral hay que tener en cuenta que lo más probable es que haya trombosis en la orejuela y en alguna parte de la pared de la aurícula. Y si esa hace flutter o fibrilación, la contracción de la aurícula es ineficiente. Entonces la aurícula no se contrae y además existe oclusión en la salida, de tal modo que hay una lentitud del flujo de salida y por tanto formación de coágulos (trombos).
Otra causa de trombosis es el daño del endotelio. Si un vaso se inflama, por ejemplo una vena de las EEII por un trauma, se produce una lesión de la vecindad y daño endotelial, que desencadena inmediatamente la cascada de coagulación depositándose trombos en la superficie del vaso.
En cuanto a los líquidos extraños que entran al aparato circulatorio y pueden provocar una embolia, estos pueden ser fundamentalmente el líquido amniótico que ingresa a la circulación materna al producirse desprendimiento de la placenta, y rotura de las venas uterinas o del cérvix constituyendo en una embolia amniótica, esta dependiendo de la cuantía puede ser fatal.
También en las fracturas múltiples, la médula ósea adiposa de los huesos que es semilíquida puede entrar a la circulación y embolizar hacia el pulmón o cerebro.

## Factores de riesgo

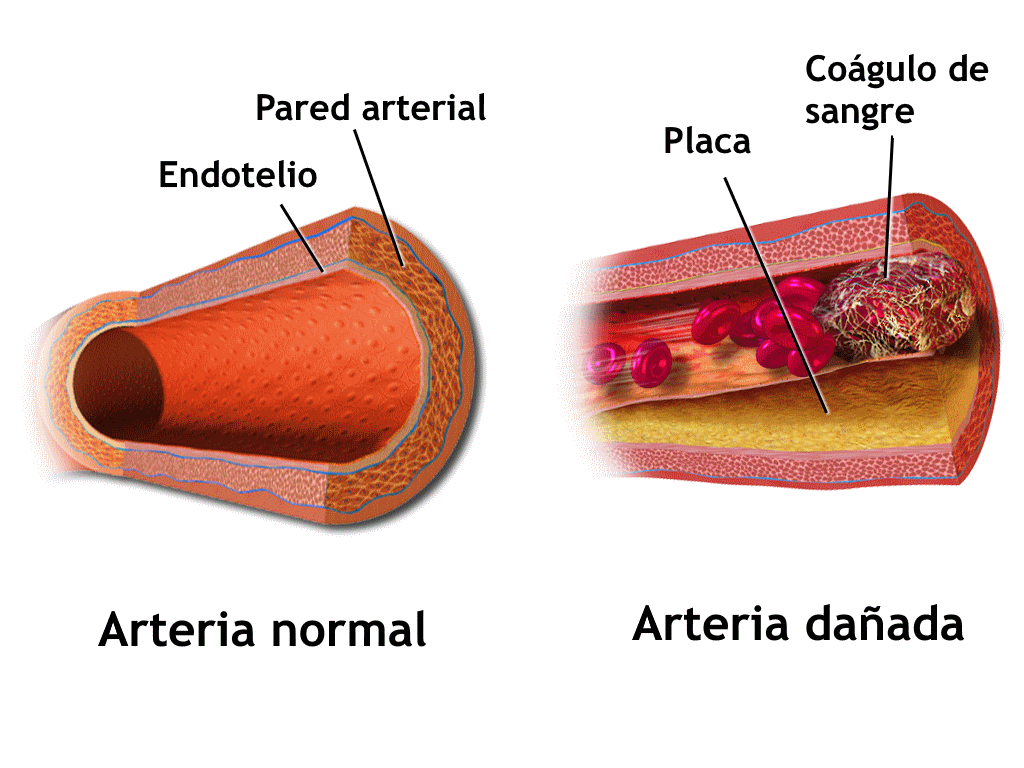
Vaso sanguíneo normal frente a vaso enfermo

Hay dos tipos de factores de riesgo:

### Primarios
Congénitos:
- Falta de la proteína C, que evita la coagulación
- Resistencia a la proteína C activada

Adquiridos:
- Anticuerpos antifosfolípido

### Secundarios
- Anomalías en las plaquetas
- Anomalías vasculares
- Exceso de tabaco
- Exceso de arsénico (elemento utilizado en el veneno de ratas, por ejemplo)
- Cáncer: el cáncer supone un incremento del riesgo de sufrir trombosis del 4-20 % siendo la trombosis la principal causa de muerte en el paciente con cáncer después del propio tumor.

## Tipos de trombosis
Las trombosis pueden clasificarse según el nivel de oclusión que alcanzan y el lugar en el que se originan.
- Según el grado de oclusión, podemos diferenciar entre trombos ocluyentes y murales. Los primeros son aquellos en los que el vaso queda completamente obstruido por la afección, mientras que en los murales, el resultado es una obstrucción parcial.
- Dependiendo de la ubicación, las trombosis se clasifican según tres tipos: por precipitación, hialina o por coagulación.
  - Trombosis por precipitación (trombos blancos): producida principalmente en arterias o el corazón, se deben al desprendimiento de plaquetas. Son de carácter mural.
  - Trombosis hialina: producida en vénulas o capilares. Suelen ser provocadas por el desprendimiento de plaquetas y fibrinas.
  - Trombosis por coagulación (trombos rojos): producida en las venas suelen ser de naturaleza oclusiva y deberse a una mezcla de plaquetas y fibrinas, apareciendo estas últimas en una mayor proporción que las primeras.

Esta situación es de extrema gravedad, pues el territorio más allá del trombo deja de recibir irrigación sanguínea, produciéndose inicialmente isquemia y luego muerte de las estructuras. Se puede producir la parálisis de los músculos si se encuentran en el trombo que se ubica en una vena. Dependiendo de la ubicación de la vena, estas trombosis pueden ser graves (trombosis del seno cavernoso), de mediana gravedad (trombosis venosa profunda) o leves (tromboflebitis superficial).
- Coágulo: parte de la sangre se vuelve sólida, obstruye el paso de la sangre y forma una trombosis.

## Diferencia entre trombosis y embolia
Una trombosis es la obstrucción de un vaso sanguíneo que, generalmente, es producida por una placa de ateroma o aterosclerosis que crece en la pared de dicho vaso.
Si la placa se desprende, se denomina émbolo y puede ir hacia diversos lugares del organismo, en mayor medida al pulmón. Pero los émbolos pueden ser de material diverso, no solamente trombos, hay también émbolos infecciosos, de cristales de colesterol, etc.
No confundir con la trombosis hemorroidal.

## Tratamiento
La prevención de coágulos de sangre y el tratamiento reduce los riesgos de ataque al corazón, accidente cerebrovascular y embolia pulmonar. La heparina y warfarina se utilizan a menudo para inhibir la formación y crecimiento de trombos existentes, el primero se une y activa la enzima inhibidor antitrombina III, mientras que el segundo inhibe la vitamina K epóxido reductasa, una enzima necesaria para sintetizar maduros factores de coagulación.